# Vereinigung für freie Wirtschaft
Die Vereinigung für freie Wirtschaft (VffW) war eine wirtschaftspolitische Interessenorganisation in Deutschland in den 1920er und 1930er Jahren.
Die VffW wurde um 1925/26 – als Nachfolgeorganisation des Büros Kienzl – unter maßgeblicher Beteiligung der Vereinigung der Deutschen Arbeitgeberverbände mit Sitz in Berlin errichtet. Ihre Aufgabe war die Sammlung und Auswertung von gedruckten Materialien (Zeitungen, Zeitschriften, Werbebroschüren etc.) sowie von internen Spitzelberichten zu Themen des wirtschaftlichen und gesellschaftlichen Lebens und insbesondere zur Arbeiterbewegung. Die VffW agierte weitgehend im Geheimen, trat allerdings gelegentlich mit „Aufklärungs-Broschüren“ an die Öffentlichkeit. Um das Jahresende 1933 wurde die Tätigkeit der Vereinigung für freie Wirtschaft e.V. wieder eingestellt.
Die Hinterlassenschaften der VffW wurden 1945 von der Roten Armee beschlagnahmt und gelangten als Fond 516 ins Sonderarchiv Moskau. Ein Großteil des Bestandes wurde 1959 an die DDR abgegeben, kam ins Staatsarchiv Potsdam und liegt heute als Bestand R 8051 im Bundesarchiv. Weitere Teile gingen an verschiedene sowjetische Institutionen: das Institut für Marxismus-Leninismus, das Archiv des Innenministeriums und das ZK der KPdSU. Der Restbestand befindet sich weiterhin im Sonderarchiv.

## Veröffentlichung der Organisation
- Die Organisation der kommunistischen Weltpartei, erklärt am deutschen Beispiel. Vereinigung für freie Wirtschaft, Berlin 1930.